# Líbano nos Jogos Olímpicos de Verão de 2008
O Líbano participou dos Jogos Olímpicos de Verão de 2008, em Pequim, na China. O país estreou nos Jogos em 1948 e esta foi sua 15ª participação.

## Desempenho

### Atletismo
| Atleta              | Prova           | Elims. | Elims. | Quartas     | Quartas     | Semifinais  | Semifinais  | Final       | Final       |
| Atleta              | Prova           | Tempo  | Pos.   | Tempo       | Pos.        | Tempo       | Pos.        | Tempo       | Pos.        |
| ------------------- | --------------- | ------ | ------ | ----------- | ----------- | ----------- | ----------- | ----------- | ----------- |
| Mohamad Siraj Tamim | 200 m masculino | 21s80  | 58º    | Não avançou | Não avançou | Não avançou | Não avançou | Não avançou | Não avançou |
| Gretta Taslakian    | 200 m feminino  | 25s32  | 45º    | Não avançou | Não avançou | Não avançou | Não avançou | Não avançou | Não avançou |

### Judô
Masculino
| Atleta        | Categ.  | Fase de 32                   | Fase de 16             | Quartas                | Semifinais             | Repescagem 1ª fase           | Repescagem Quartas              | Repescagem Semifinais  | Final                  |             |
| Atleta        | Categ.  | Adversário e resultado       | Adversário e resultado | Adversário e resultado | Adversário e resultado | Adversário e resultado       | Adversário e resultado          | Adversário e resultado | Adversário e resultado |             |
| ------------- | ------- | ---------------------------- | ---------------------- | ---------------------- | ---------------------- | ---------------------------- | ------------------------------- | ---------------------- | ---------------------- | ----------- |
| Rudy Hachache | +100 kg | CUB Ó. Braison D 0000 / 1101 | Não avançou            | Não avançou            | Não avançou            | PER C. Zegarra V 0200 / 0100 | BRA J. Schlittler D 0000 / 1031 | Não avançou            | Não avançou            | Não avançou |

### Natação
| Atleta          | Prova                 | Elims.  | Elims. | Semifinal   | Semifinal   | Final       | Final       |
| Atleta          | Prova                 | Tempo   | Pos.   | Tempo       | Pos.        | Tempo       | Pos.        |
| --------------- | --------------------- | ------- | ------ | ----------- | ----------- | ----------- | ----------- |
| Woel Koubrousli | 100 m peito masculino | 1m06s22 | 57º    | Não avançou | Não avançou | Não avançou | Não avançou |
| Nibal Yamout    | 100 m peito feminino  | 1m16s17 | 45º    | Não avançou | Não avançou | Não avançou | Não avançou |

### Tiro
Masculino
| Atleta     | Prova | Qualif. | Qualif. | Final       | Final       | Pos. |
| Atleta     | Prova | Res.    | Pos.    | Res.        | Total       | Pos. |
| ---------- | ----- | ------- | ------- | ----------- | ----------- | ---- |
| Ziad Richa | Skeet | 111     | 29      | Não avançou | Não avançou | 29   |